# Streptococcus lactarius
Streptococcus lactarius är en grampositiv bakterie som ingår i släktet streptokocker. Bakterien beskrevs för första gången 2010 i samband med att man hade kunnat påvisat bakterien växa i bröstmjölken hos tre icke-relaterade friska kvinnor. Baserat på 16S-rRNA-analyser är bakterien mest lik S. peroris.